# Sertão

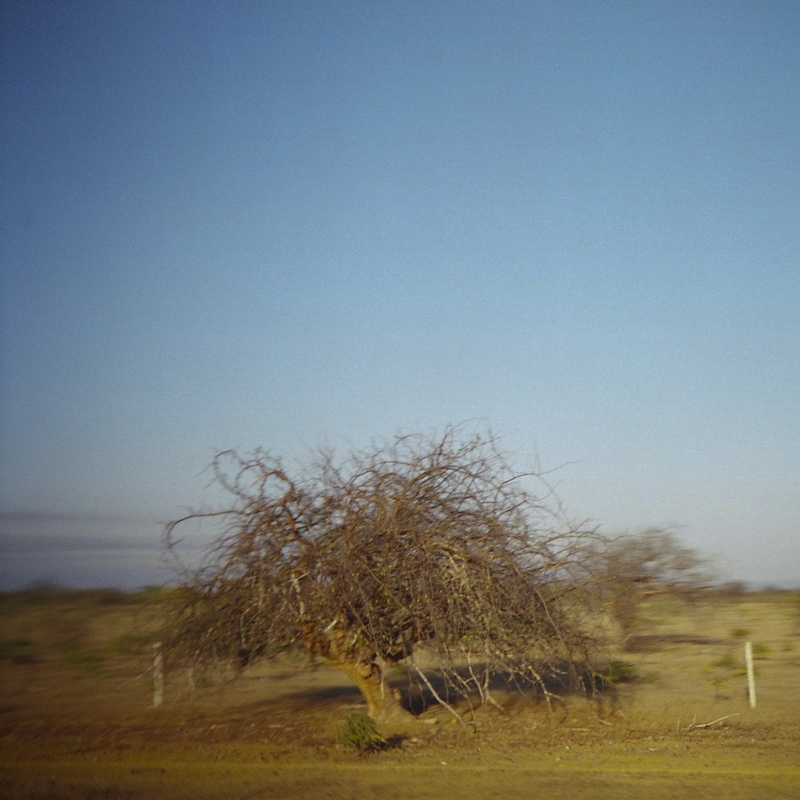
Sertão, susza

Sertão – rozległy, nieurodzajny płaskowyż w północno-wschodniej Brazylii, zajmujący obszar stanów Bahia, Pernambuco, Paraíba, Rio Grande do Norte, Ceará i Piauí oraz północnej części Minas Gerais.
Sertão jest regionem półpustynnym lub pokrytym suchym lasem, często nawiedzanym przez długotrwałe susze. Najczęściej rozciąga się na wysokości 200–500 m n.p.m.
Na sertão rozgrywa się akcja wielu brazylijskich utworów literackich, najwybitniejszym z nich jest Wielkie pustkowie João Guimarãesa Rosy.